# Utetes buloloensis
Utetes buloloensis är en stekelart som först beskrevs av Fischer 1988.  Utetes buloloensis ingår i släktet Utetes och familjen bracksteklar. Inga underarter finns listade i Catalogue of Life.